# Ankiaka Be Nord
Ankiaka Be Nord of Ankiakabe is een plaats en commune in het noorden van Madagaskar, behorend tot het district Andapa dat gelegen is in de regio Sava. Tijdens een volkstelling in 2001 telde de plaats 8.253 inwoners.
De plaats biedt alleen lager onderwijs aan. 98% van de bevolking werkt er als landbouwer en 0,01% verdient zijn brood als visser. Het belangrijkste landbouwproduct is rijst, andere belangrijke producten zijn koffie, bonen en vanille. Verder is 1,94% actief in de dienstensector en heeft 0,05% een baan in de industrie.